# ویلوبی همیلتون
 ویلوبی همیلتون (انگلیسی: Willoughby Hamilton؛ زاده ۹ دسامبر ۱۸۶۴ درگذشته ۲۷ سپتامبر ۱۹۴۳) یک تنیس‌باز اهل بریتانیا بود.